# Lisztes László
Lisztes László (Berettyóújfalu, 1929. szeptember 3. – Kecskemét, 2001. június 10.) magyar bibliográfus, könyvtáros, könyvtárigazgató.

## Életpályája
1954-ben diplomázott az Eötvös Loránd Tudományegyetem Bölcsészettudományi Karán könyvtárosként. Néhány évig Budapesten dolgozott. 1957–1972 között Szegeden, a Somogyi Könyvtárban, azután a József Attila Tudományegyetem Központi Könyvtárában volt könyvtáros. 1972-ben került családjával Kecskemétre, a megyei könyvtár igazgatója lett. 1985-ben lemondott könyvtárigazgatói beosztásáról, és tudományos főmunkatársként dolgozott tovább az intézményben 1990-ig. 1990-ben nyugdíjba vonult. Nyugdíjasként az Alföldi Tudományos Intézet több kutatási programjában dolgozott.

### Munkássága
A szakma minden munkaterületét megismerte. Az évek során a bibliográfusi ismereteit, valamint a könyvtáros szakma egyéb területén szerzett tapasztalatait számos publikációban közzétette. Igazgatósága alatt az általa írt és szerkesztett kiadványok, szakmai jelentések jelzik a saját és a megyei könyvtár tevékenységét. Vezetése alatt a könyvtárszakmai munka újjászervezése, korszerűsítése megtörtént. A könyvtárak gyűjteményszervezése, a sajtótörténet és a bibliográfiai tevékenység gyakorlati kérdései foglalkoztatták. Országos hírű szakemberré vált e területeken. A bibliográfusok országos szakmai szervezetének több évtizedig volt elnöke. A megye helytörténeti kutatóinak ma is legfontosabb kutatási segédletei az általa szerkesztett bibliográfiák, repertóriumok. Élete végén a Kecskemét város 100 éve című történeti kronológián munkálkodott.

## Művei
- A Magyar Tanácsköztársaság dokumentumai Szegeden (1959)
- A József Attila Tudományegyetem dolgozóinak szakirodalmi munkássága (1964, 1970)
- A megyei jogú városok a Népművelésben (1968)
- Széphalom (1970)
- Bács megyei könyvtáros (1973)
- A Kiskunság és a Forrás repertóriuma, 1955-1978 (1980)
- Kiskőrös történetének irodalma (1982)
- A Cserepes Kórháztól a Bács-Kiskun Megyei Kórház-Rendelőintézetig (1984)
- Bács-Kiskun megyei sajtóbibliográfia (1986)
- Zenei írások a Köznevelésben, 1945-1984 (1988)
- Könyvek Bács-Kiskun megyéről, 1945-1984 (1989)
- Katona József bibliográfiája (bibliográfia, 1992)
- "Ezer írás az Alföldről" (Válogatott bibliográfia, Békéscsaba, 1995)
- Könyvek, könyvrészletek Kecskemétről (Kecskemét, 1996)
- Forrás (1999)
- Daru füzetek (2000)
- A Hortobágy madárvilága (2001)
- A Hortobágyi Nemzeti Park bemutatóterületei (2001)
- Kecskemét város 100 éve

## Díjai
- Szocialista Kultúráért díj (1978)
- Szabó Ervin-díj (1979)
- MKE – emlékérem (1991)

## További informárciók
- Gerő Gyula: Kitüntetett könyvtárosok névtára. = Könyvtári Figyelő 2000. különszám. XIII.